# Stephan Merseburger
Stephan Merseburger (* 1964 in Brüssel) ist ein deutscher Nachrichtensprecher, Fernsehmoderator und Fernsehjournalist. Sein Vater war der Journalist Peter Merseburger.

## Leben und Wirken
Merseburger zog während seiner Kindheit mit den Eltern nach Hamburg. Dort legte er sein Abitur am Gymnasium Farmsen ab, studierte anschließend in Hamburg, Paris und Berlin Politikwissenschaft und schloss das Studium mit einem Diplom ab.
Im Oktober 1988 wurde er Mitarbeiter im ZDF-Landesstudio Berlin, seine Aufgabenbereiche umfassten dort aktuelle und kulturelle Themen, zudem Beiträge für das 3sat-Magazin Inter-City. Von April 1992 an war er Redakteur und Reporter für das ZDF-Morgenmagazin, bevor er im April 1994 ins Kulturressort des ZDF-Morgenmagazins wechselte. Dort präsentierte er regelmäßig den Filmtipp und berichtete von den Filmfestspielen in Berlin, Venedig und Cannes. Bevor er von Oktober 1998 bis Februar 2003 als Redakteur in der ZDF-Hauptredaktion „Außenpolitik“ tätig war, moderierte er von 1997 bis 1998 die Frühausgabe des ZDF-Morgenmagazins.
Ab März 2003 war er Korrespondent im ZDF-Studio Paris, von September 2011 bis Dezember 2017 war er Leiter des ZDF-Studios Wien. Seit 1. Januar 2018 führt er das ZDF-Landesstudio in Berlin.
Merseburger ist verheiratet und hat einen Sohn und eine Tochter.